# Hávgajávri
Hávgajávri och Guolehis Hávgajávri, eller Havgajavri eller Haukajävrik är sjöar i Finland. De ligger i kommunen Utsjoki i landskapet Lappland, i den norra delen av landet, 1 100 km norr om huvudstaden Helsingfors. Haukajävrik ligger 197,7 meter över havet. Arean är 49,5 hektar och strandlinjen är 3,94 kilometer lång. Sjön  ingår i Tana älvs huvudavrinningsområde.   Omgivningarna runt Hávgajávri är i huvudsak ett öppet busklandskap.